# Pristomerus anxius
Pristomerus anxius là một loài tò vò trong họ Ichneumonidae.